# Piper enenyasense
Piper enenyasense är en pepparväxtart som beskrevs av William Trelease. Piper enenyasense ingår i släktet Piper och familjen pepparväxter. Inga underarter finns listade i Catalogue of Life.